# Bethlen család

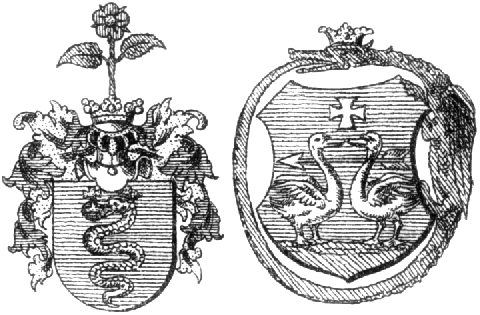
Az iktári és a bethleni Bethlen-családok címerei

A 12. században élt Lőrinc fia Betlen, a Bethlenek és az Apafiak közös őse. Betlen egyik fiától, Pétertől a Bethlen-ág származott, míg a másik fiát Olivérnek hívták, akinek unokájától, Apától, illetve annak fiától, Apafi Miklóstól eredt az Apafi-ág. A Bethlen család két részre bontható a betleni-, és az iktári-ágra.

## Iktári Bethlen-ág
Előnevét ez az ág a Temesi Bánságban fekvő iktári (Ilkar, korábban Aktár) uradalomról kapta, amelyet több helységgel együtt bírt egészen addig, amíg a török el nem foglalta. A török Magyarországról való kiűzése után a család többször is megpróbálta visszaszerezni ősi birtokát.
Ez az ág a másiktól címerében is különbözik. Bethlen János Zsigmond királytól kapta a címerét, melyen két szemben álló hattyú látható, nyakukon nyíllal átlőve, amit farkába harapó sárkány (uroborosz) fog körbe. A leszármazottak folyamatosan ezt a címert használták.

## Betleni Bethlen-ág

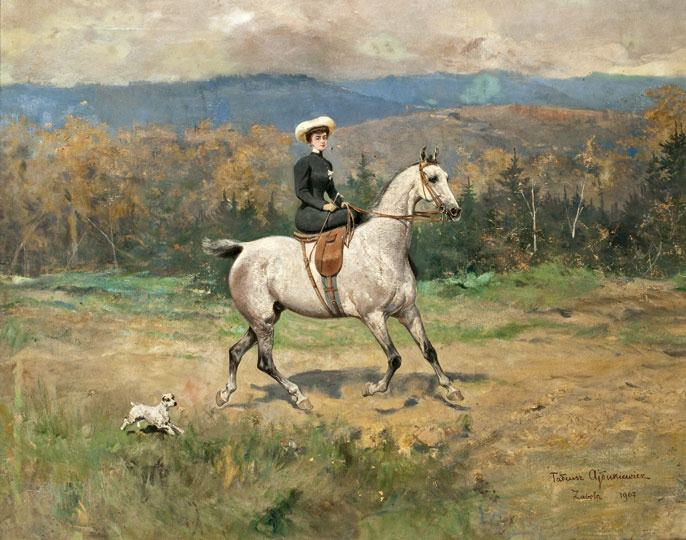
Bethlen Klementina Zabolán, 1907-ben

Ez az ág az iktári mellett külön családot alkot, noha a rokonságot sokáig fenntartották.
Az ősi címert használták, amelyen egy koronás kígyó található, szájában az országalmával.

## Híres családtagok
- Bethlen András (1847–1898) politikus
- Bethlen Bálint (1856–1913) földbirtokos, 1906–1910 között Torda-Aranyos vármegye főispánja
- Bethlen Klementina (1871–1954)
- Bethlen Béla (1888–1979), Bethlen Bálint fia, politikus, 1940–44 között Szolnok-Doboka és Beszterce-Naszód vármegyék főispánja, 1944 szeptember–októberében Észak-Erdély kormánybiztosa
- Bethlen Domokos (1810–1866) császári és királyi kamarás, a Szent János-rend lovagja
- Bethlen Elek (1777–1841) császári és királyi kamarás
- Bethlen Farkas (kancellár) (1639–1679)
- Bethlen Farkas (politikus) (1813–1870)
- Bethlen Ferenc (1601–1653), II. Rákóczi György főudvarmestere és tanácsosa, Fehér megye főispánja
- Bethlen Ferenc (1801–1875)
- Bethlen Gábor (1580–1629) erdélyi fejedelem, választott magyar király
- Bethlen Gergely (főkapitány) (1641–1697)
- Bethlen Gergely (katona) (1810 v. 1812–1867)
- Bethlen Imre (?–1834) császári és királyi kamarás
- Bethlen István (politikus) (1874–1946) magyar királyi miniszterelnök 1921 és 1931 között
- Bethlen István (főispán) (1606–1632)
- Bethlen István erdélyi fejedelem (1582–1648)
- Bethlen János (főispán) (1613–1678)
- Bethlen János (politikus) (1811–1879)
- Bethlen Kata (1700–1759) író
- Bethlen Katalin (?–1725), II. Apafi Mihály felesége
- Bethlen Mihály 17. századi író
- Bethlen Miklós (1642–1716) államférfi és emlékíró
- Bethlen Ödön (városi pénztárnok) (1899–1987)
- Petrichevich-Horváth Ida (1836–1877) Bethlen Miklósné, írónő
- Bethlen Sámuel 18. századi író
- Bethlen Sámuel (főispán) (1663–1708)

A család leszármazottja Bethlen Farkas, Verőce korábbi polgármestere.

## Az eddig ismert betleni Bethlen családfa[1]
Betleni Bethlen Jakab, (1282–1329)
- A1 András, (1329–1362)
  - B1 András
    - C1 János

  - B2 Miklós
- A2 Jakab „Nagy” (1329–1367)
- A3 János (Iván)
  - B1 Gergely, (†1397 októbere előtt)
    - C1 János, neje: pomázi Czikó Ilona
      - D1 Miklós, (1413–1440); neje: Diódi Anna
        - E1 Márk, (1453–1472); neje: Szántó Lack Anna (1454–1493)
          - F1 Bernát, (1468–1493); neje: somkeréki Erdélyi Anna
          - F2 Miklós, (1468–1518), 1. neje: sóvári Soós Orsolya; 2. neje: álmosdi Chyre Margit
            - G1 Katalin, (1. házasságból) (1484–1511); férje: losonci Bánffy János (†1515)
            - G2 János, (2. házasságból) (1502–1523)
            - G3 Vitális, (2. házasságból) (1502–1503)
            - G4 Farkas, (2. házasságból) (†1552. június 24. előtt)
            - G5 Erzsébet, (2. házasságból) (1502–1549); férje: Patóchy Miklós

          - F3 Leusták, (1468–1482)
          - F4 Anna, férje: Ficsor László
          - F5 Brigitta, férje: Bolyai Gáspár
          - F6 Borbála, férje: keceli Szele Márton
          - F7 Katalin, férje: Geszti László
          - F8 Anna, férje: Szilvási Kristóf

        - E2 Borbála

      - D2 Gergely, (†Várna, 1444. november 10.); neje: Kusaly Jakcs Hedvig
      - D3 Antal, (1413–1468)
        - E1 Gergely, (1449–1500); neje: somkeréki Erdélyi Magdolna (Judit)
          - F1 Balázs, (1477–1536); neje: Chorezo Angelika vagy betlenfalvai Thurzó Angelika
            - G1 Gergely, (1536–1567); 1. neje: Nyujtódi Anna; 2. neje: nagykállói Kállay Orsolya
              - H1 János, (1. házasságból) (†1589); neje: Sükösdi Katalin
                - I1 Farkas, (1560–1618); 1. neje: Sámsondi Anna; 2. neje: gyerőmonostori Kemény Anna
                  - J1 Anna; (1. házasságból), férje: Losonczy Bánffy Kristóf (1624–1671)
                  - J2 Zsuzsanna (1. házasságból)
                  - J3 Katalin, (1. házasságból)
                  - J4 János, (2. házasságból) (Kisbun, 1613. – Nagyszeben, 1678. február 13.); erdélyi főúr, történetíró, iskolaalapító; 1. neje: (1637. január 27.) Várady Borbála (†1661); 2. neje: (1662) Frics Fekete Klára (†1686); további leszármazottak

                - I2 Erzsébet
                - I3 Sára

              - H2 Anna; férje: osztopáni Perneszy István
              - H3 György; neje: torockószentgyörgyi Thoroczka Katalin
                - I1 Gergely; neje: Bánffy Zsuzsanna
                  - J1 Krisztina; 1. férje: széplaki Petrichevich-Horváth György (†Széplak, 1640. január 27.); 2. férje: Herczeg István

                - I2 Zsófia
                - I3 ismeretlen lány; férje: Gáspár János
                - I4 György; neje: Csejtey Ilona
                  - J1 Mihály, Fejér főispánja; 1. neje: Sombori Borbála; 2. neje: Bornemisza Katalin
                    - K1 Katalin (1. házasságból)
                    - K2 János (1. házasságból)
                    - K3 Klára (1. házasságból)
                    - K4 Erzsébet; (1. házasságból) férje: Cserényi Farkas
                    - K5 Judit; (1. házasságból) férje: hallerkői Haller Péter
                    - K6 György, (2. házasságból)
                    - K7 Mihály, (2. házasságból)
                    - K8 Judit; (2. házasságból) 1. férje: Macskási Mihály; 2. férje: losonci Bánffy Zsigmond
                    - K9 Katalin

              - H4 Klára, (†Bonchida, 1589); férje: losonci Bánffy Farkas (†1591)
              - H5 Krisztina (Katalin); férje: homoródszentpáli Kornis Farkas (+1602)

          - F2 Elek, (1483–1549); neje: losonci Bánffy Fruzsina
            - G1 György, (†1577. előtt); 1. neje: Sükösdi Anna; 2. neje: nagykárolyi Károlyi Klára
              - H1 Ferenc
              - H2 Mihály
              - H3 Miklós; neje: (1601) gelencei Mihalicz Kata
                - I1 Ferenc; 1. neje: (1627. május 20.) szentlászlói Kamuty Zsuzsanna; 2. neje: (1633. január 25.) magyargyerőmonostori Kemény Katalin
                  - J1 Borbála
                  - J2 György
                  - J3 Miklós
                  - J4 Krisztina, (†Bethlen, 1698. június 15.); 1. férje: kapivári Kapy György; 2m: losonci Bánffy Farkas báró (Zentelke, 1644. augusztus 25. – 1706)
                  - J5 Farkas, (1639. – 1679. december 30.); erdélyi kancellár, neje: (Liptóújvár, 1667. február 21.) Giletinczy Ostrosith Borbála (†1681. november 20.); további leszármazottak
                  - J6 Gergely gróf,(1641–1697), erdélyi főnemes, neje: torockószentgyörgyi Thoroczkay Mária
                    - K1 Klára; férje: gróf losonci Bánffy György (1661 – 1708)
                    - K2 Katalin, (†1725. január 4.); férje: (1694) II. Apafi Mihály fejedelem,(Gyulafehérvár, 1676. október 13. – Bécs, 1713. február 1.)
                    - K3 Judit; 1. férje: Szárhegyi Lázár György; 2. férje: Köleséry Sámuel
                    - K4 Ferenc

                  - J7 Elek, (1643 – 1696. november 3.; 1. neje: (1676) kapivári Kapy Erzsébet; 2. neje: (1678) Borsai Nagy Klára (†1691); további leszármazottak
                  - J8 István
                  - J9 Gergely

            - G2 Orsolya; férje: malomvízi Kenderffy Gáspár
            - G3 Margit; férje: Nagy Sebestyén
            - G4 Ferenc
            - G5 Anna; férje: apanagyfalui Apaffy László
            - G6 Mihály; neje: Sarmasághy Anna
              - H1 Ferenc
              - H2 Erzsébet; férje: Makray Bertalan

          - F3 János, (1491–1524)
          - F4 Katalin, (1492–1531)
          - F5 Klára
          - F6 Zsófia
          - F7 Jusztina,

    - C2 Lukács

  - B2 Apa (János)
- A4 Apa
- A5 Dénes, (1329–1357)

## Album

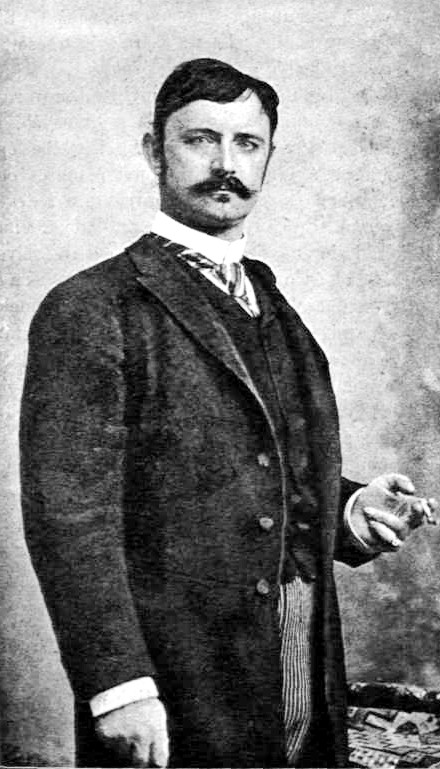
Bethlen András
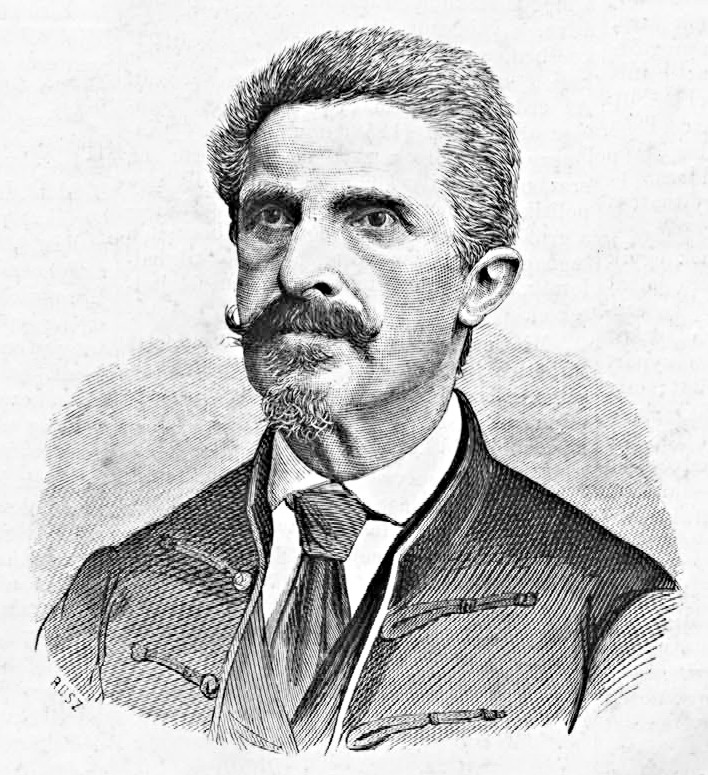
Bethlen Farkas (politikus)
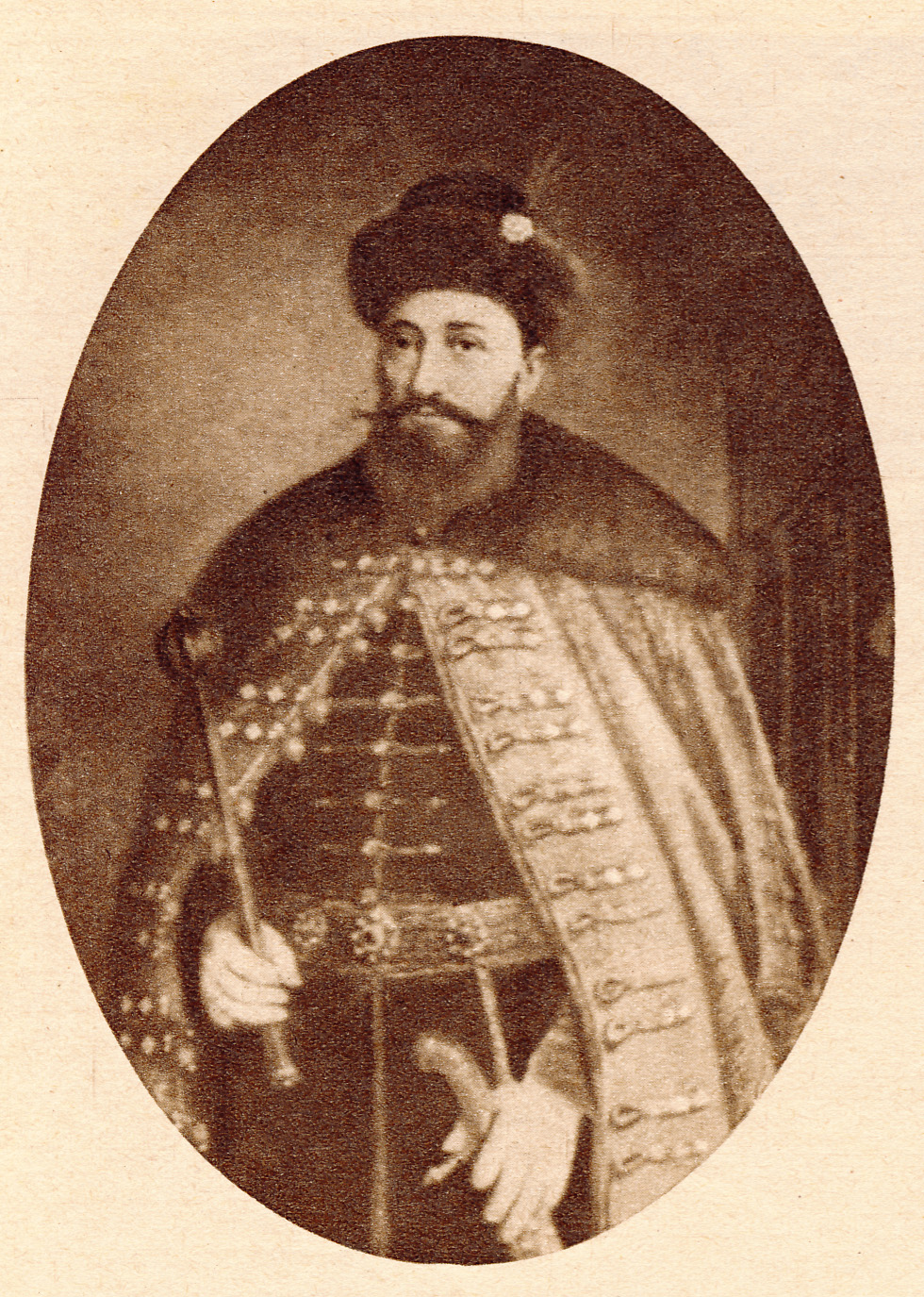
Bethlen Gábor
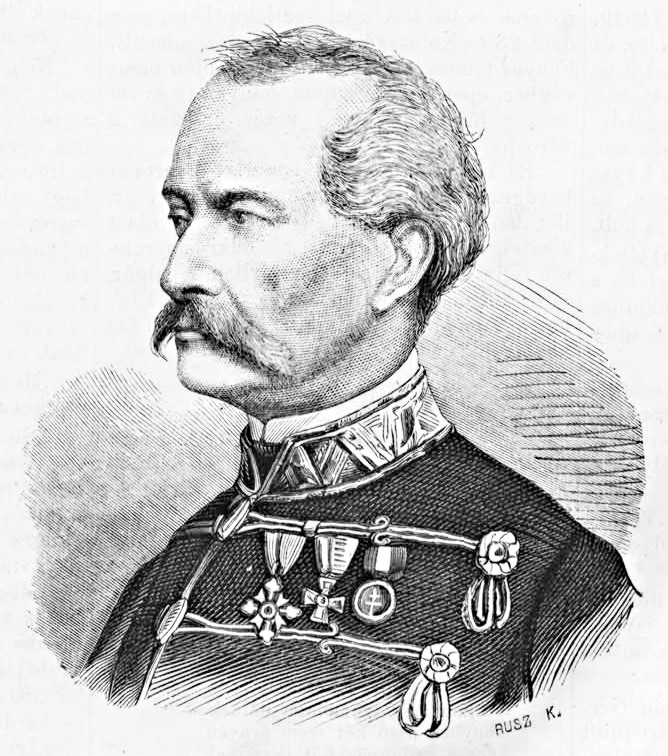
Bethlen Gergely gróf
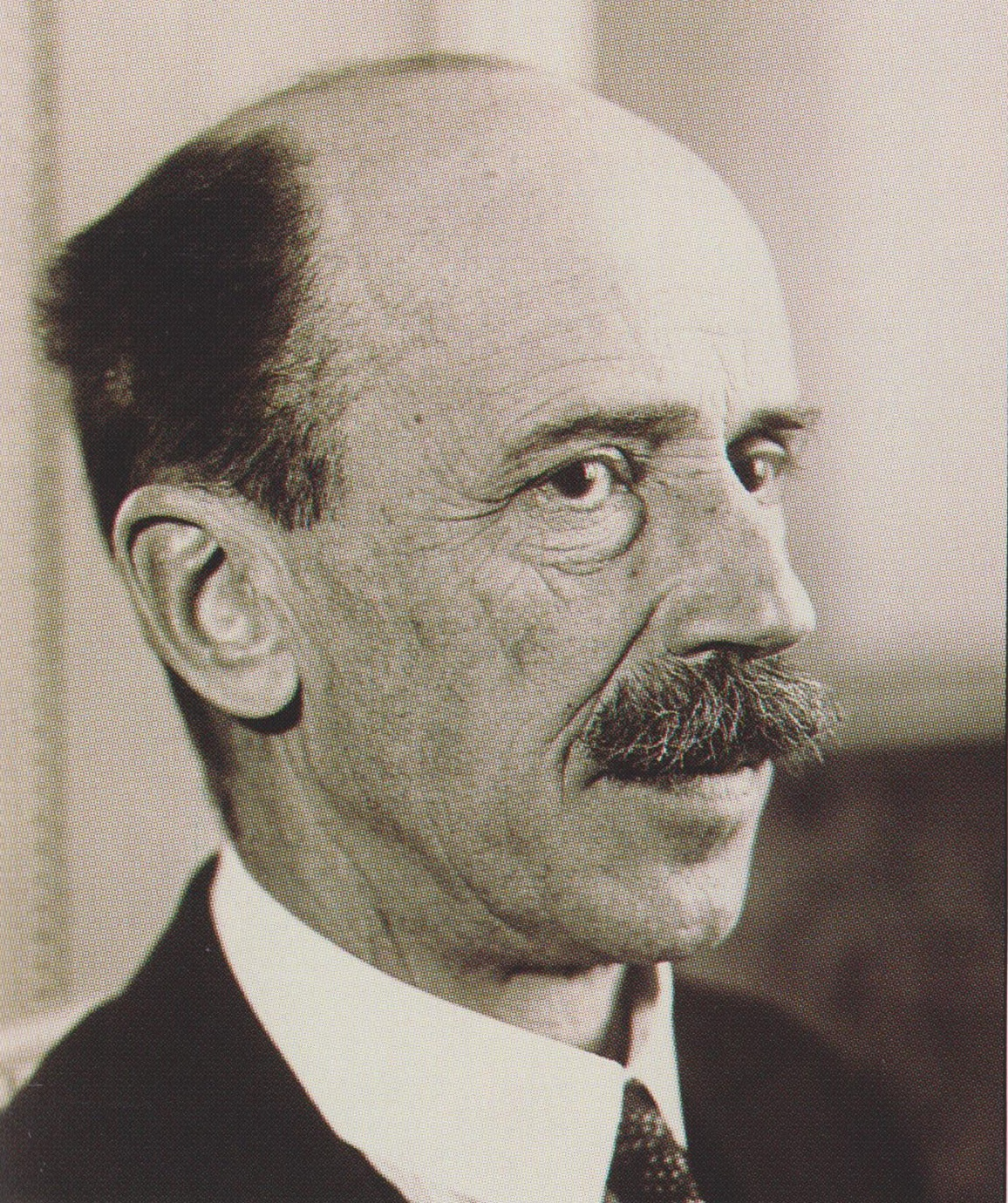
Bethlen István (politikus)
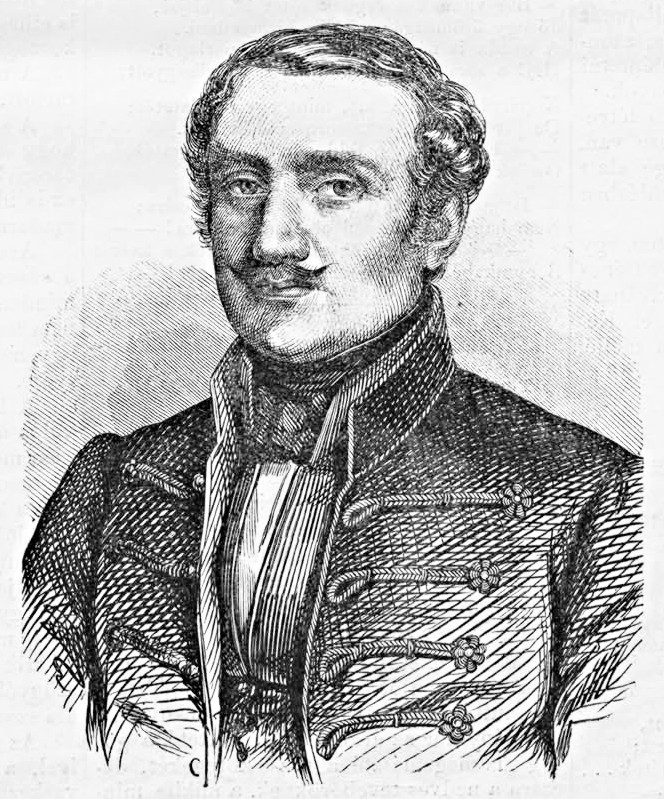
Bethlen János (politikus)

## Bethlen-kastélyok
A Bethlenek bethleni ága már a 13–15. század folyamán megszerezte a családi vagyon alapját képező legfontosabb birtokközpontokat: Bethlent, Keresdet, Betlenszentmiklóst, Bonyhát, Dobokát, Borgót, amelyek mellé utóbb – különösen Bethlen János kancellárnak – sikerült újabb birtokadományokat nyerni. Az Apafiakkal kötött 1584. évi szerződés – mely szerint az egyik család kihalása esetén minden vagyon a másikra száll – Apafi (III.) Mihály halálát (1713) követően, 1776-ban újabb birtokokat hozott, amelyek közül Árokalja és Kerlés volt a legfontosabb.
A 17–18. század élvonalbeli főnemesi családja már a fejedelemség idején is – főleg annak második szakaszában – kulcsszerepet töltött be az erdélyi közéletben, és vezető szerepét sikerrel konzerválta az 1690-es „rendszerváltást” követően is, a Habsburg-adminisztráció keretei között. A Bethlen család a 17–18. század fordulóján birtokait, politikai befolyását, közéleti súlyát tekintve a losonci Bánffyakkal, a hallerkői Hallerekkel, a göncruszkai Kornisokkal és a széki Telekiekkel együtt a legfontosabb erdélyi főnemesi családok között említhető: közéleti szereplőket, politikusokat, katonákat, iskola-, művészet- és egyházpártolókat adott az évszázadok során Erdélynek és Magyarországnak. Bethlen (VI.) Miklós, a család egyik legkiemelkedőbb tagja, nemcsak íróként alkotott maradandót, hanem mint építész is: az ő tervei alapján készült ugyanis a bethlenszentmiklósi kastély, az erdélyi reneszánsz kastélyépítészet egyik legjelentősebb emléke.
Az iktári Bethlen ág előnevét egykori Temes vármegyei uradalmáról vette, amelynek birtokosa a török hódoltság 1552. évi beköszöntéig volt. Ekkor a család a Keleti Magyar Királyságba, a későbbi Erdélyi Fejedelemségbe menekült, ahol 1576-ban szerezte meg a marosillyei uradalmat. Az iktári Bethlen család tagjai – akik között a leghíresebb Bethlen Gábor (1580–1629), erdélyi fejedelem volt – még további három évszázadon át éltek Erdélyben. 
A Bethlen család számos kastélya közül sok még ma is áll különböző funkciókat betöltve, azonban akad közöttük olyan is, amely – sok más erdélyi kastélyhoz hasonlóan – már menthetetlen állapotban van.
- Almakeréki Apafi–Bethlen-kastély
- Alsórákosi Sükösd–Bethlen-kastély
- Alvinci Martinuzzi–Bethlen-kastély
- Árokaljai Bethlen-kastély
- Bethleni Bethlen Pál-kastély
- Bethleni Bethlen András-kastély
- Bethlenszentmiklósi Bethlen-kastély
- Bonyhai Bethlen-kastély
- Búni Bethlen-kastély
- Dévai Magna Curia
- Drági Wesselényi–Bethlen-kastély
- Élesdi Bethlen-kastély
- Keresdi Bethlen-kastély
- Kerlési Bethlen-kastély
- Küküllővári Bethlen–Haller-kastély
- Mezősámsondi Rhédey–Bethlen-kastély
- Radnóti Kornis–Rákóczi–Bethlen-kastély

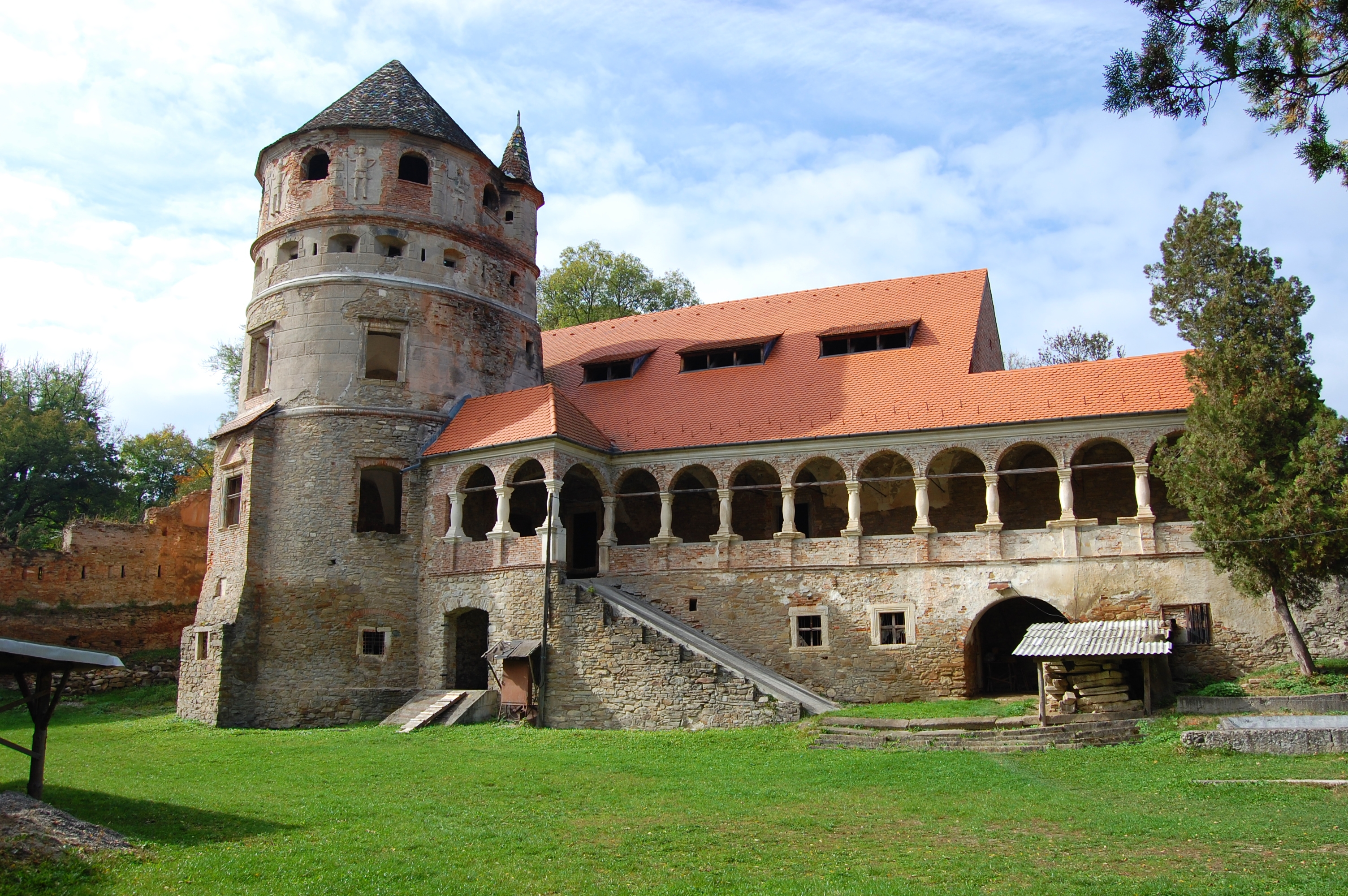
A keresdi Bethlen-kastély
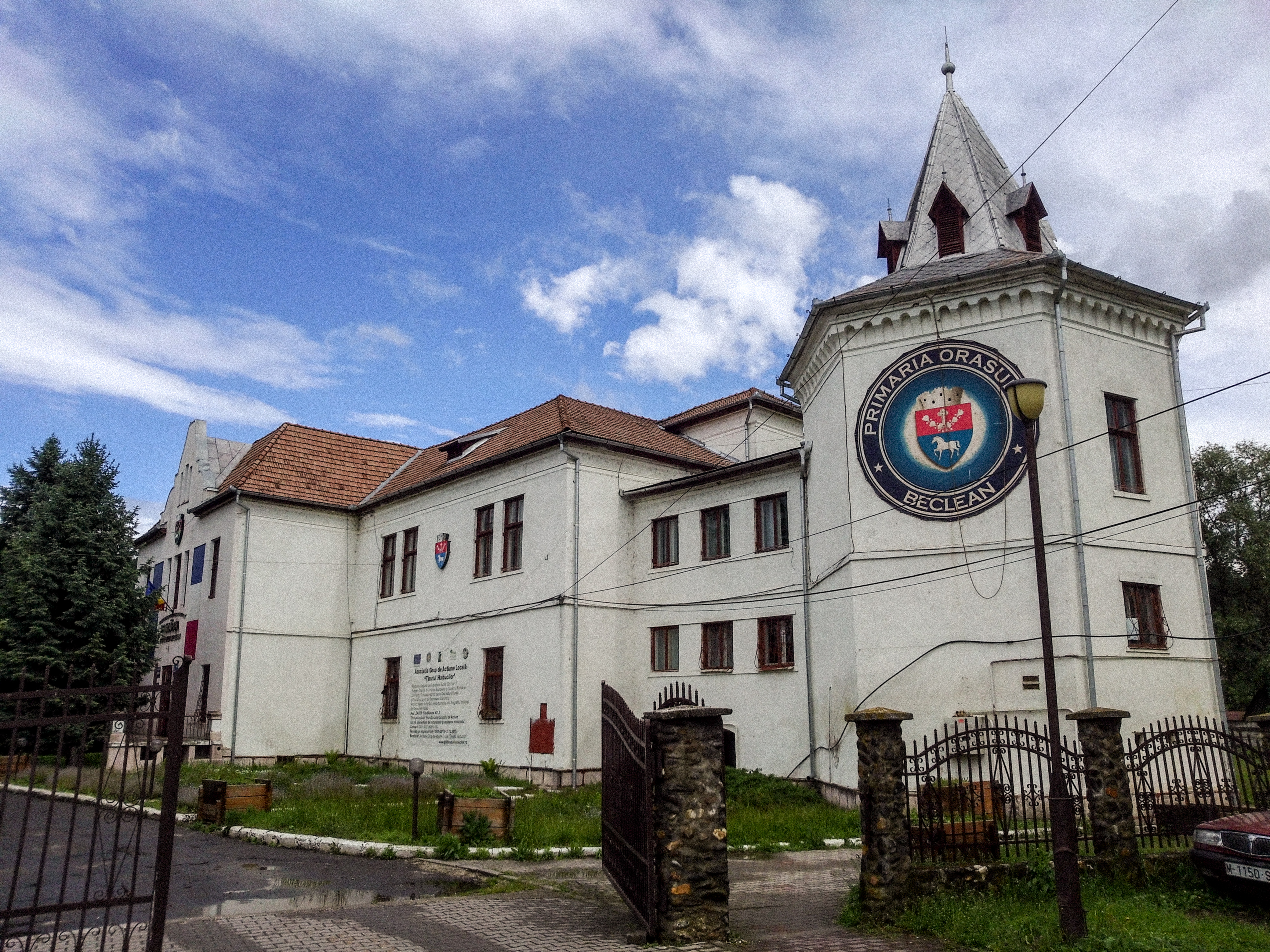
A bethleni Bethlen Pál-kastély
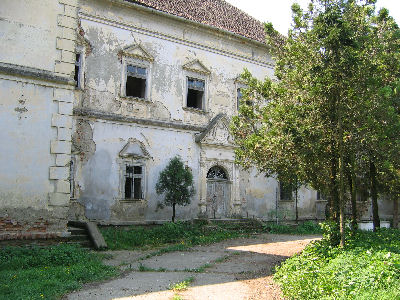
A bethlenszentmiklósi Bethlen-kastély
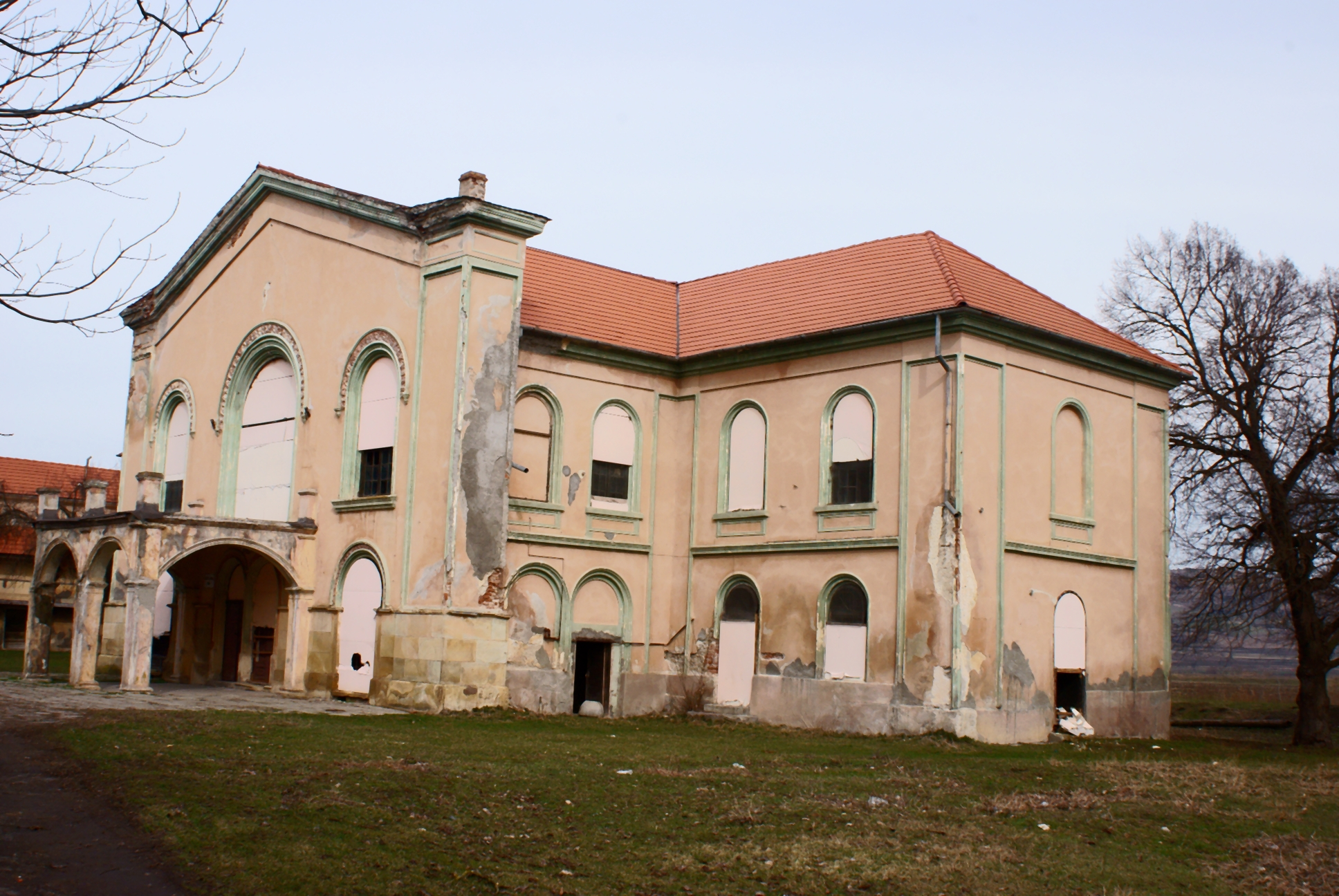
A bonyhai Bethlen-kastély
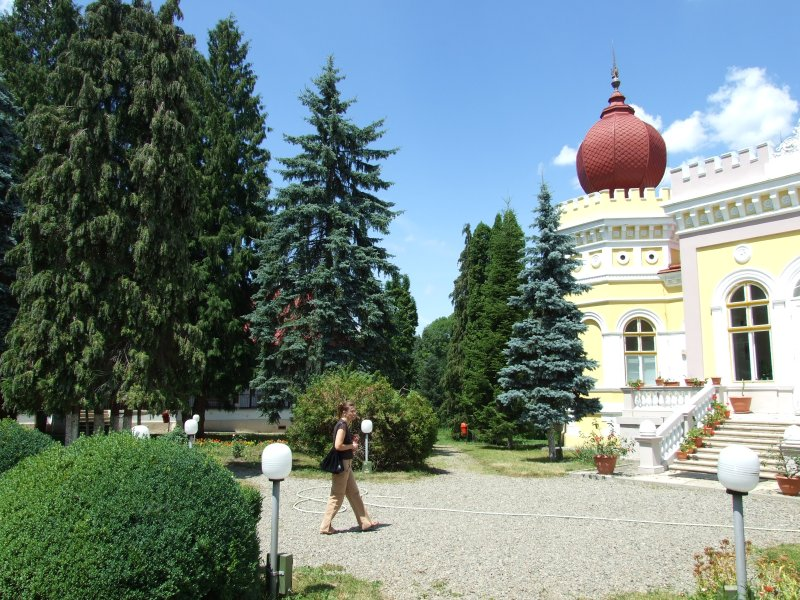
Az árokaljai Bethlen-kastély
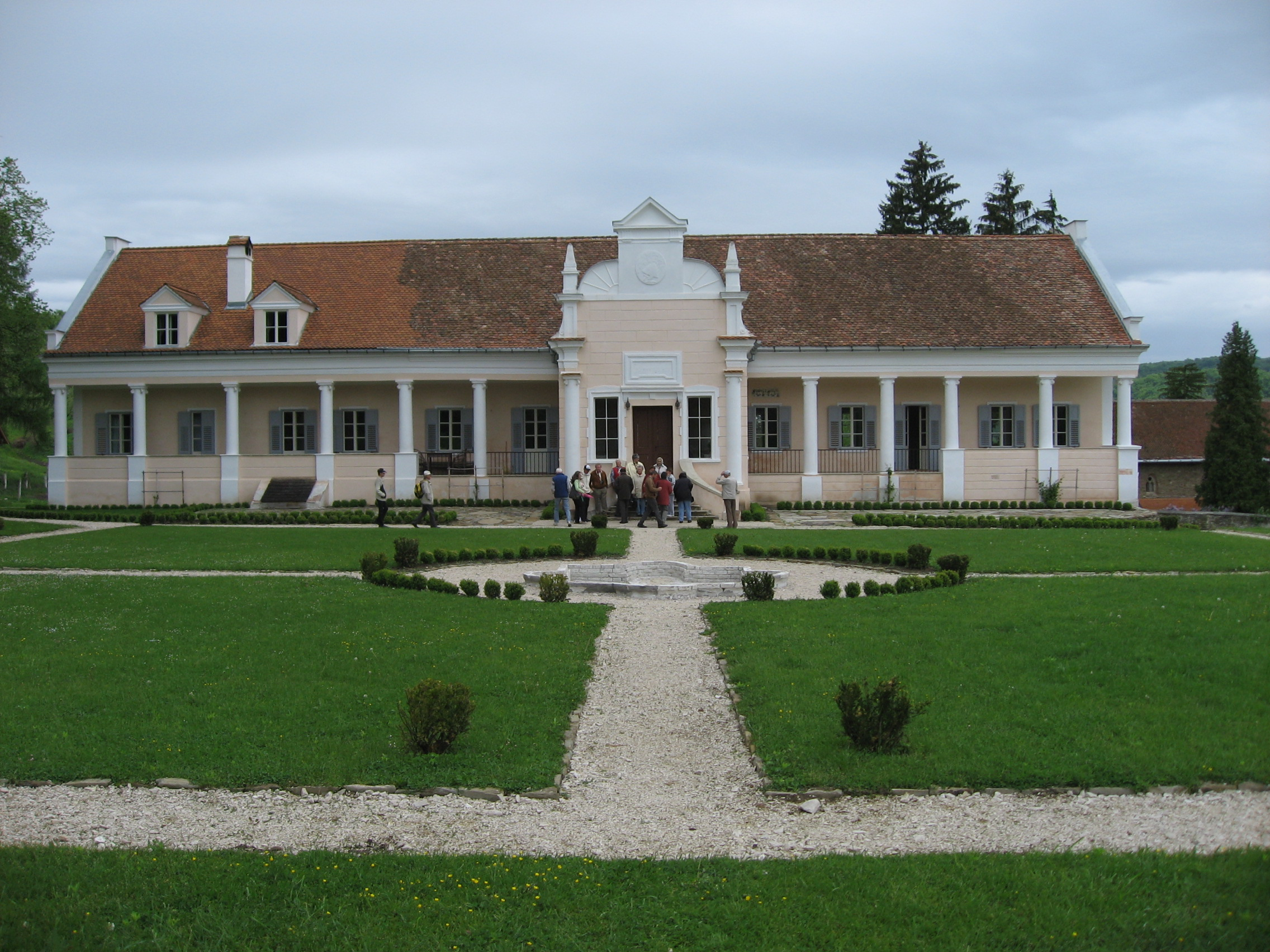
Az almakeréki Apafi–Bethlen-kastély
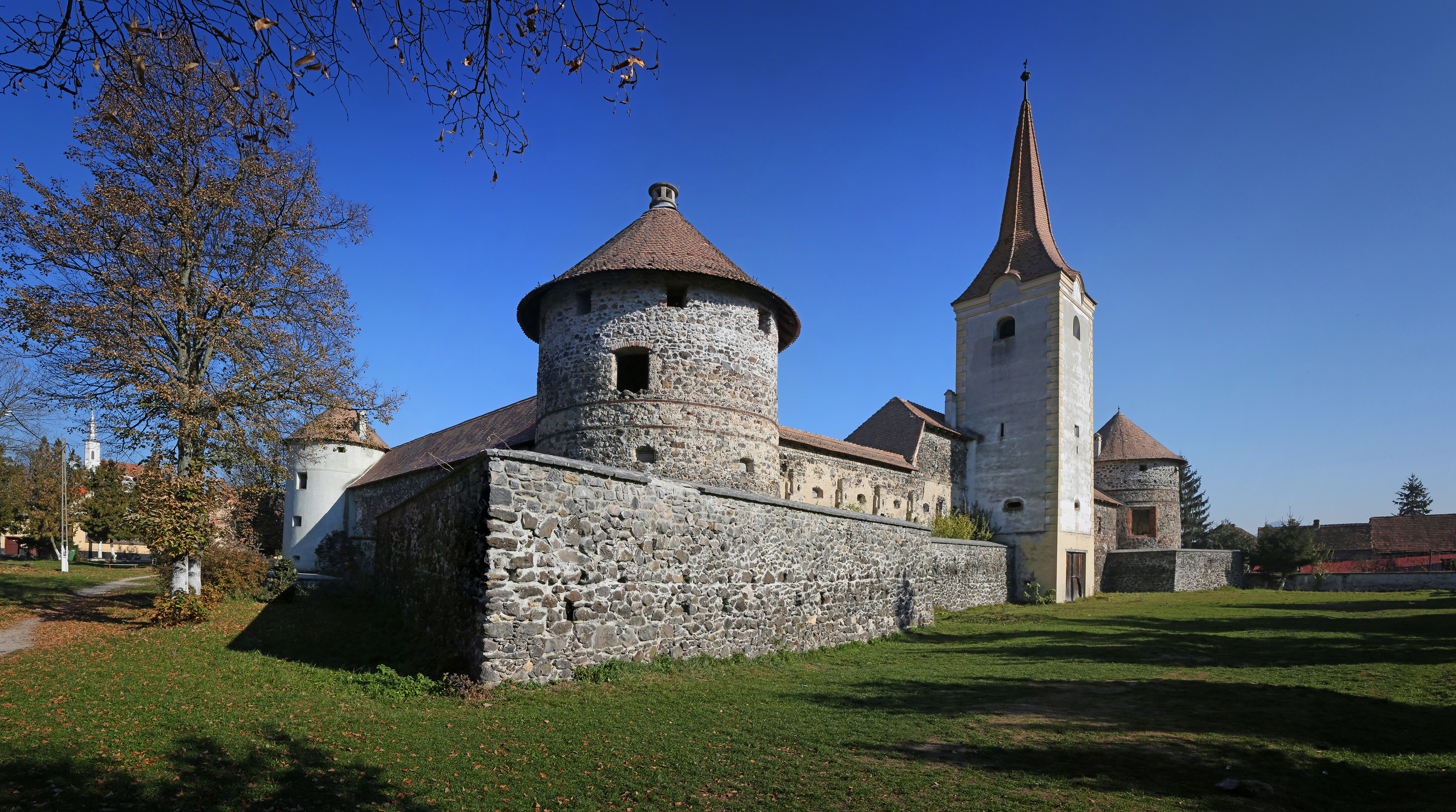
Az alsórákosi Sükösd–Bethlen-kastély
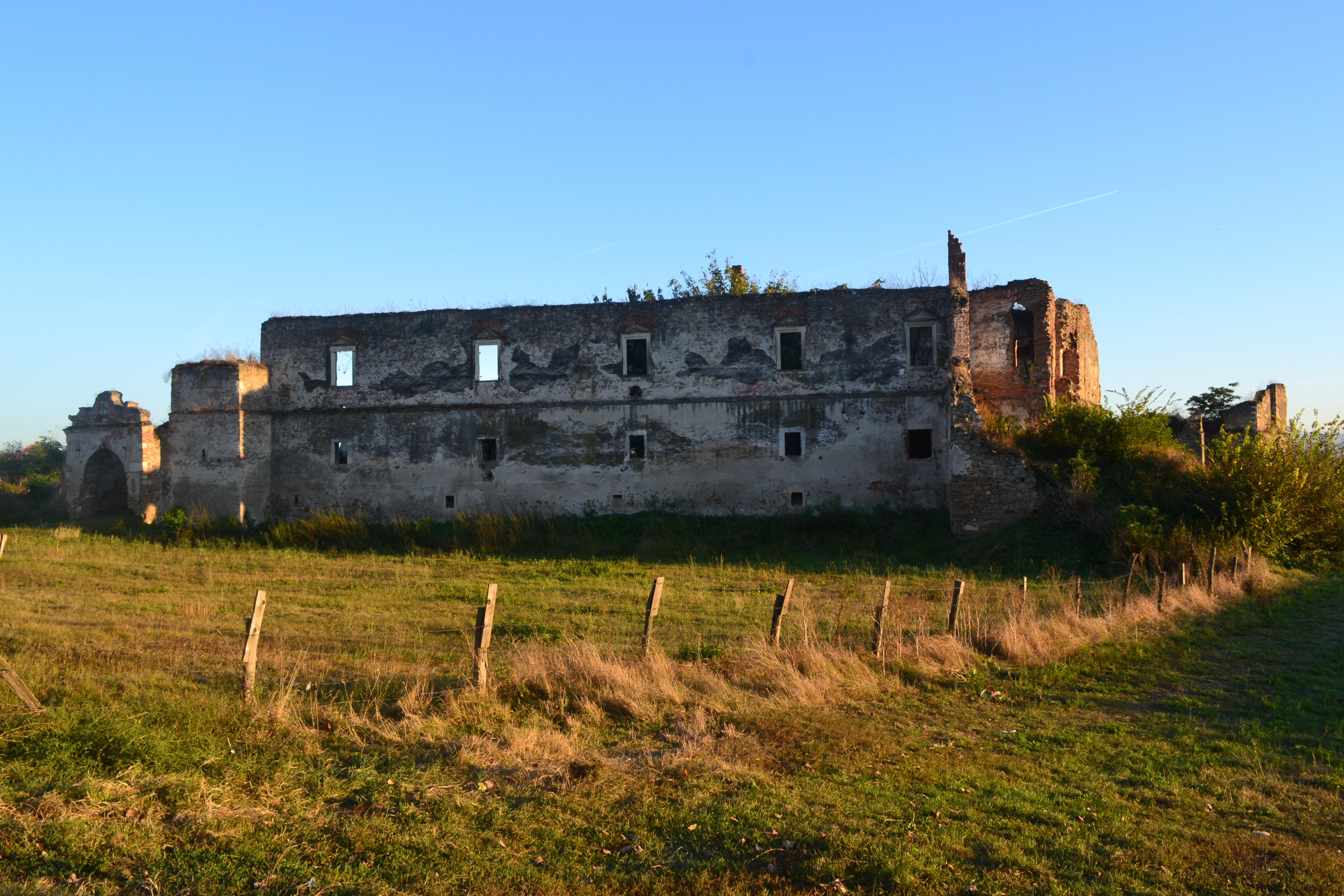
Az alvinci Martinuzzi–Bethlen-kastély
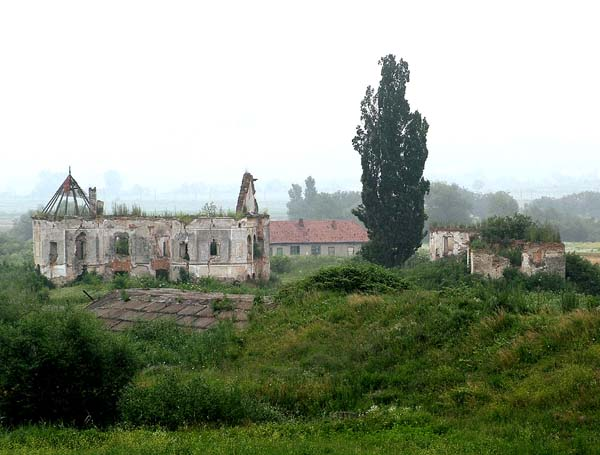
A búni Bethlen-kastély
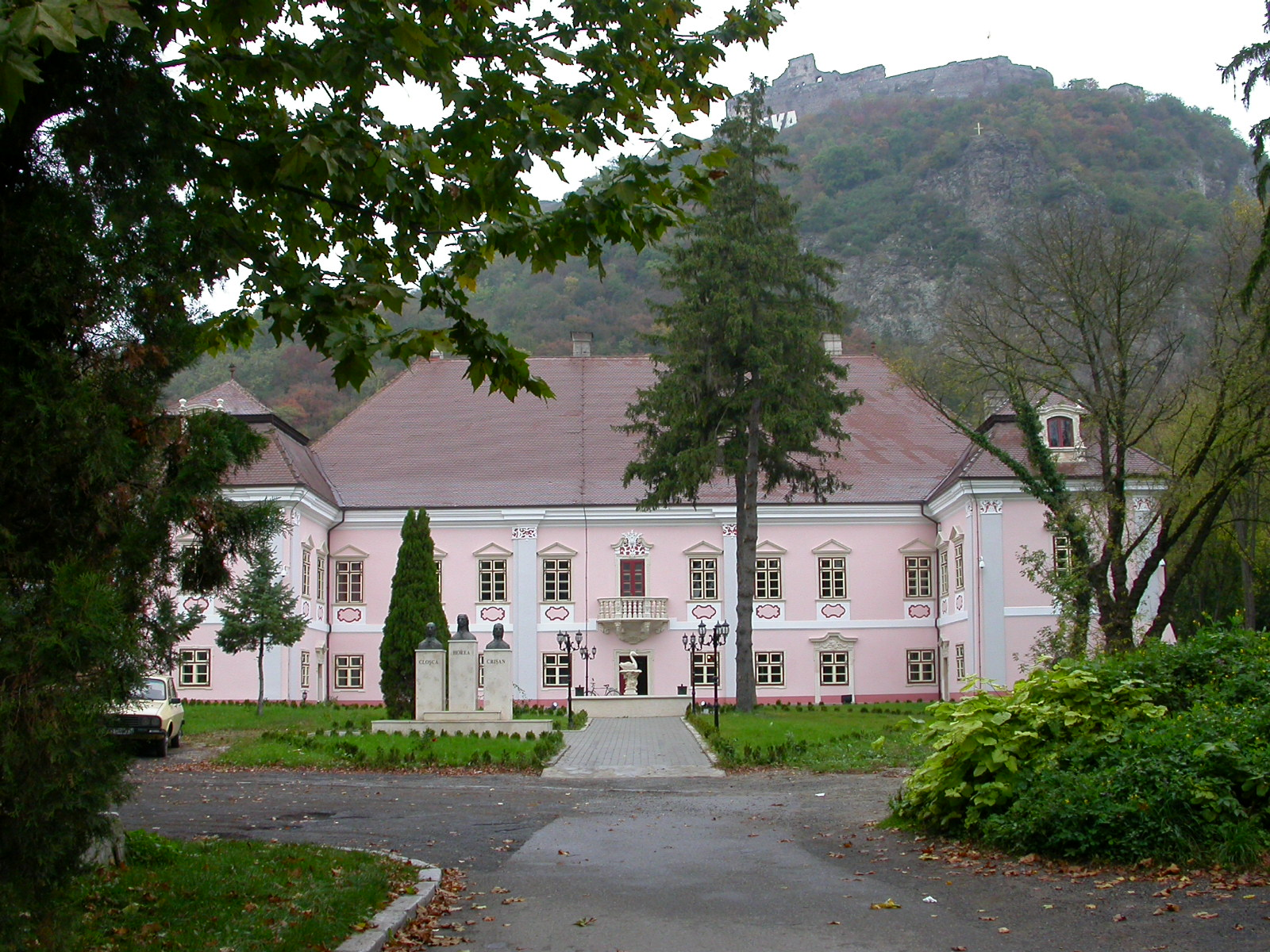
A dévai Magna Curia
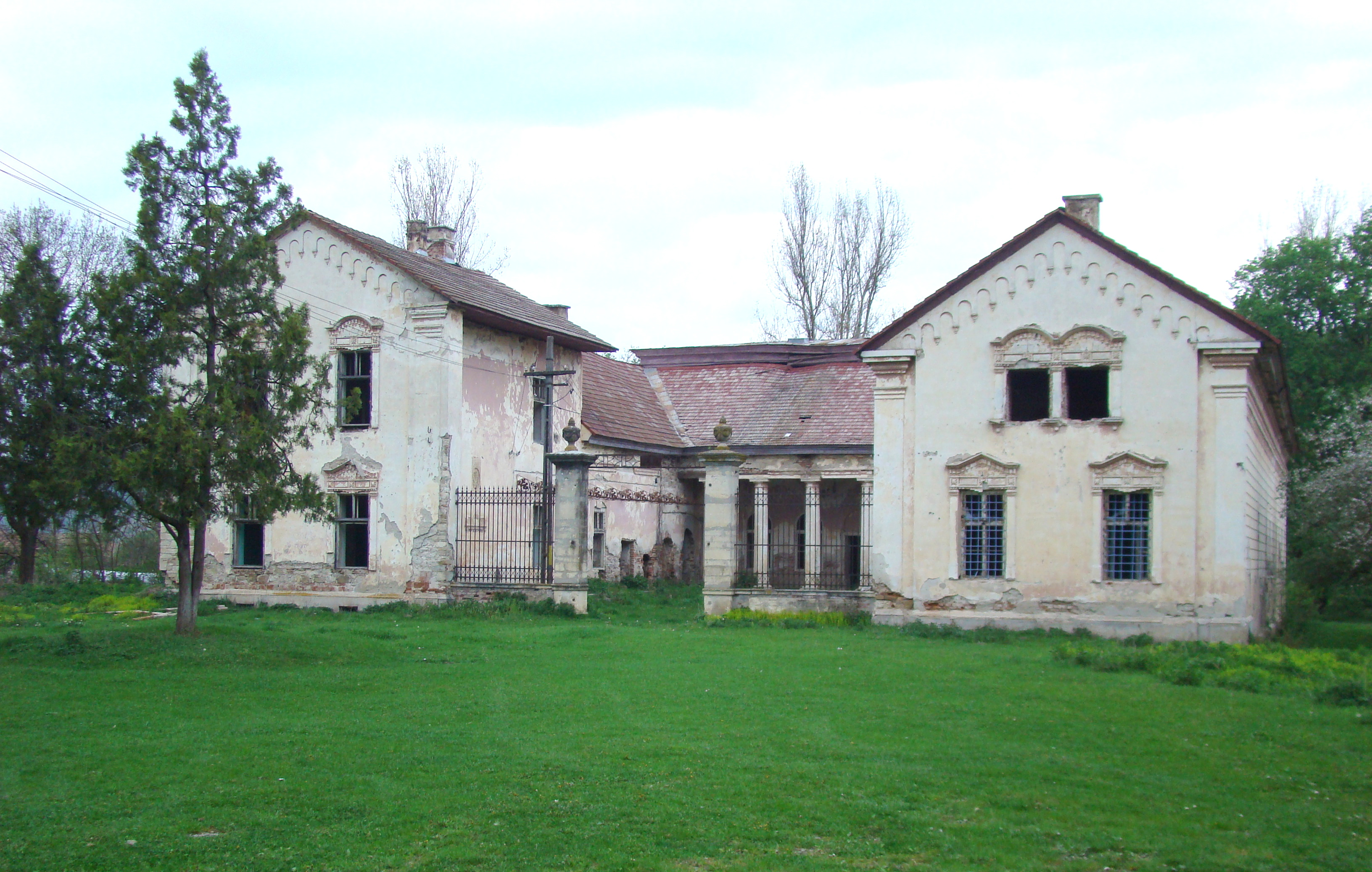
A drági Wesselényi–Bethlen-kastély
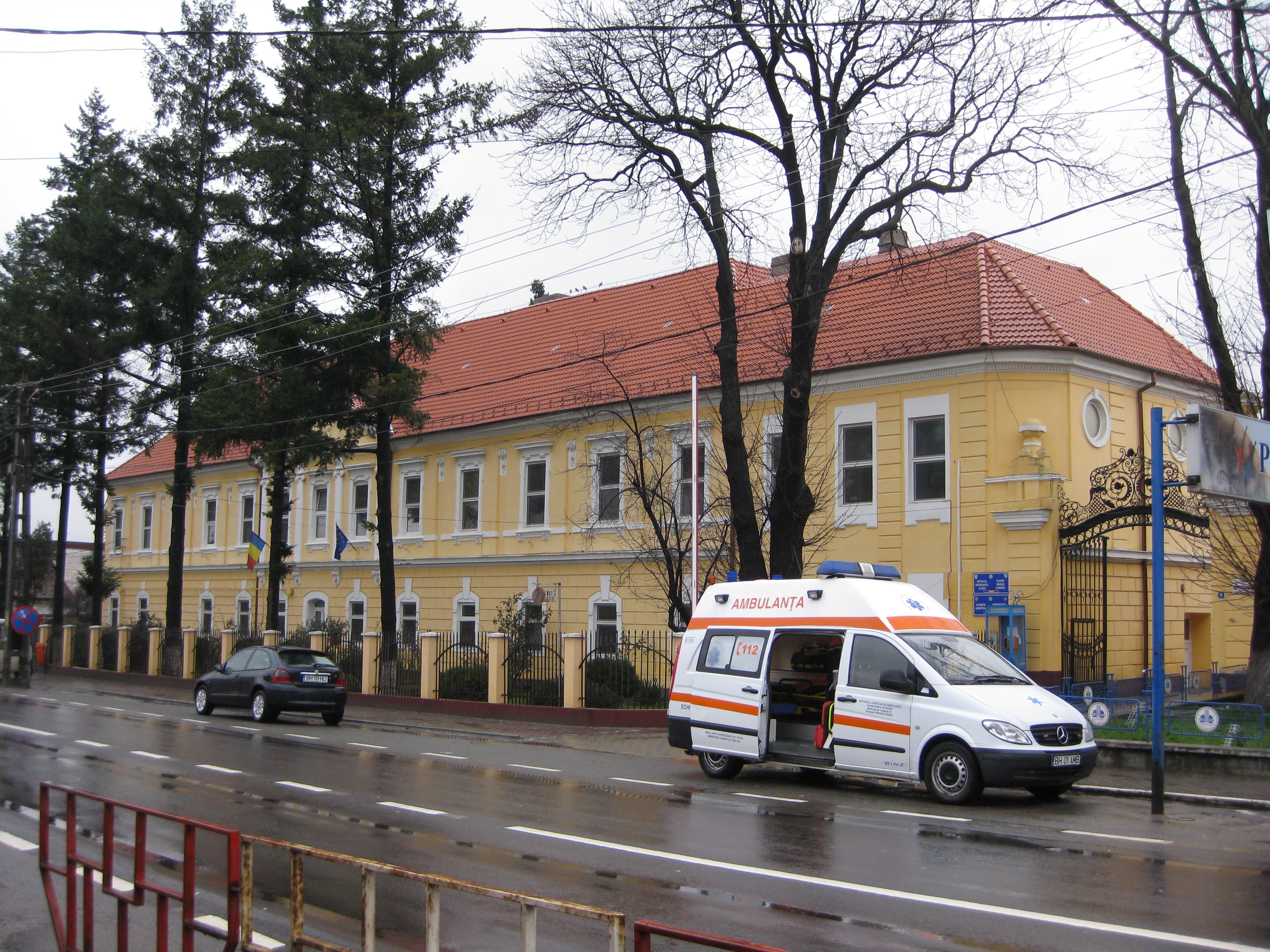
Az élesdi Bethlen-kastély
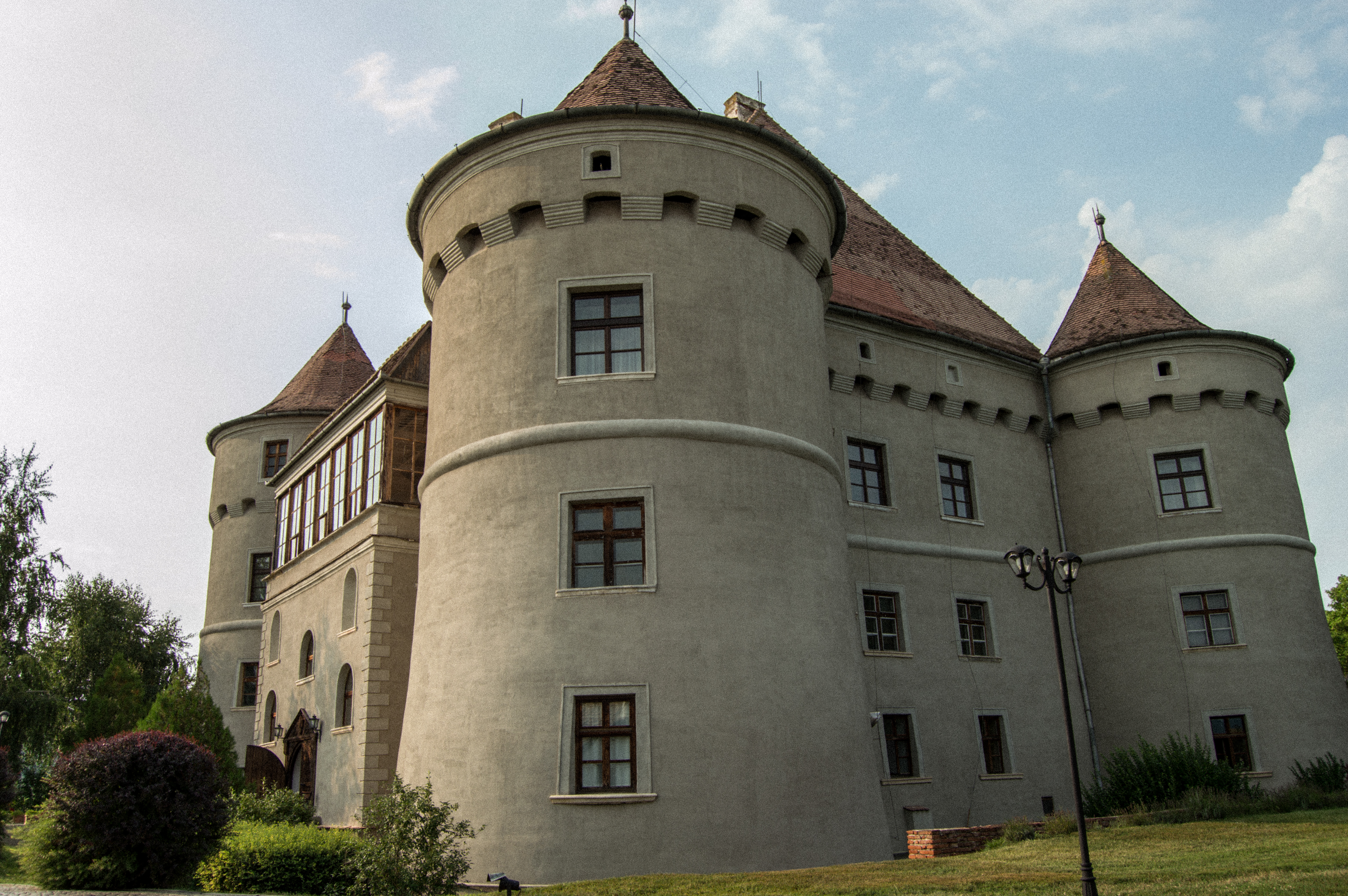
A küküllővári Bethlen–Haller-kastély
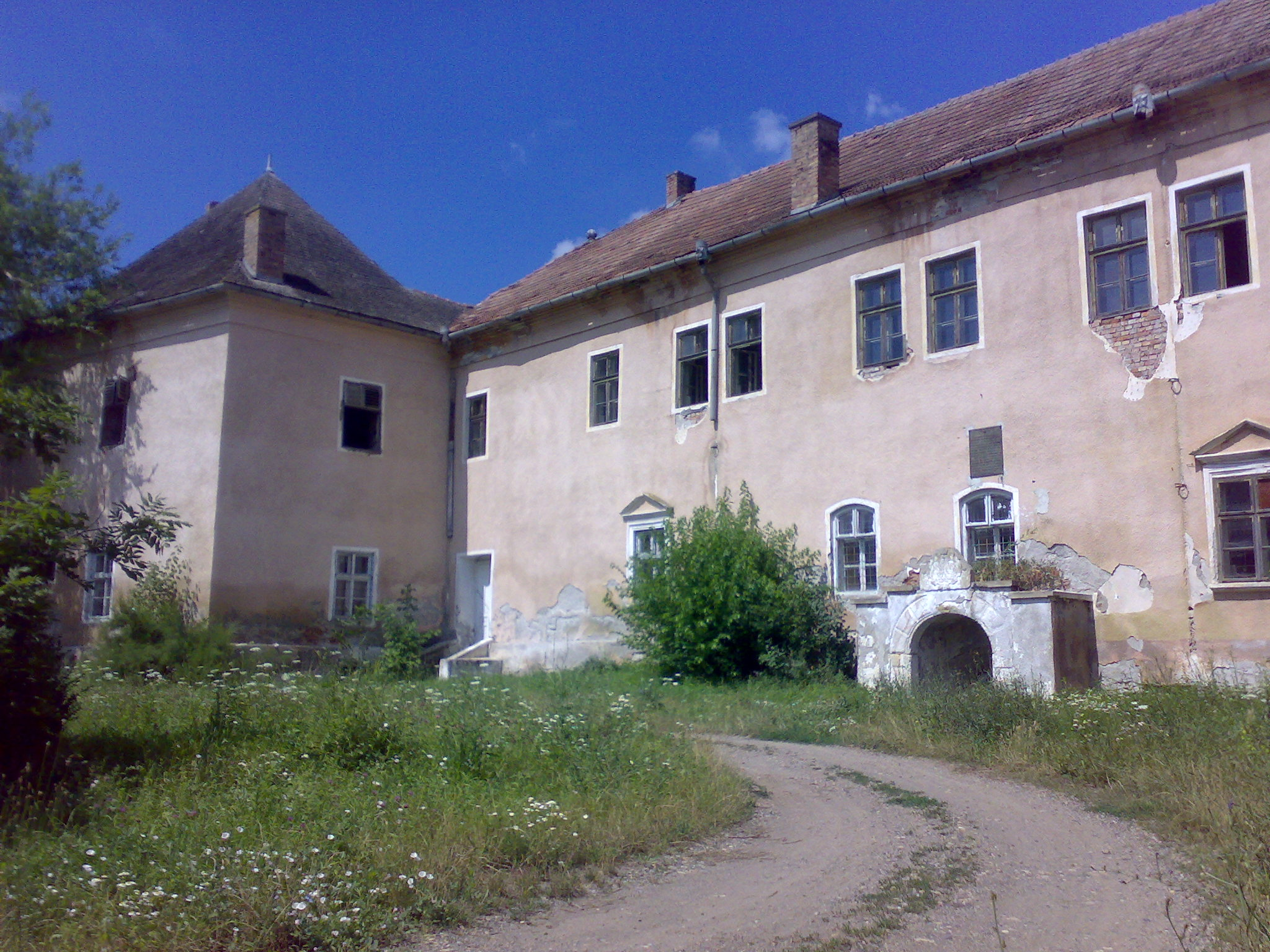
A radnóti Kornis–Rákóczi–Bethlen-kastély